# Гекаба
Гека́ба (грец. Εκάβη), також Гекуба (лат. Hecuba) — дочка фригійського володаря Діманта (або ж Кіссея), сестра Кілли, друга дружина троянського царя Пріама, мати 19 синів та дочок, з яких найвідоміші Гектор, Паріс, Гелен, Поліксена, Кассандра, Троїл.
Під час другої вагітності Гекабі снилося, ніби вона носить у собі смолоскип, що підпалить Трою. Сон витлумачили так: вона народить сина, який призведе до загибелі Трої; тим сином був Паріс. Після падіння Трої потрапила в рабство до греків. За однойменною трагедією Евріпіда, Гекаба пережила ще принесення греками в жертву її дочки Поліксени і смерть сина Полідора, якого вбив фракійський цар Поліместор.
Мати помстилася вбивцеві: разом з іншими троянками вона виколола йому очі й задушила всіх його дітей. За Овідієм, Гекаба була обернена на собаку, фракійці закидали її камінням. Мотив перетворення Гекаби на собаку виник, можливо, через уподібнення її до Гекати, священною твариною якої був собака. Вергілій, Евріпід, Данте, Шекспір черпали з міфів про Гекабу сюжети для своїх творів. За мотивами трагедії Евріпіда «Гекаба» написали опери композитори Дж. Ф. Маліп'єро та Б. Рігаччі. Образ Гекаби став символом безмежного горя й розпачу.
На її честь було названо астероїд 108 Гекаба.